# ناحیه ندرومه
ناحیه ندرومه (به عربی: دائرة ندرومة) یک ناحیه در الجزایر است که در استان تلمسان واقع شده‌است.